# Call of Duty: Strike Team
Call of Duty: Strike Team – komputerowa gra akcji z serii Call of Duty wyprodukowana przez brytyjskie studio The Blast Furnace. Gra została wydana przez Activision Blizzard 5 września 2013 roku na platformę iOS, oraz 24 października na platformę Android.

## Fabuła
Akcja gry została osadzona w realiach z Call of Duty: Black Ops II, odbywa się między innymi w regionach Alaski, Afganistanu i Chin. W 2020 roku bezwzględna organizacja terrorystyczna Cordis Die stała się zagrażającym Stanom Zjednoczonym przeciwnikiem. W walce z wrogiem zmierzy się oddział komandosów Joint Special Operations Team.

## Mechanika
Call of Duty: Strike Team to połączenie pierwszoosobowej strzelanki, oraz taktycznej strategii z elementami skradanki. Gracz podczas rozgrywki może przełączać widok pierwszoosobowy na widok taktyczny, który przedstawia obszar misji z perspektywy drona, zawieszonego nad komandosami. Wówczas gracz może wydawać rozkazy swojemu zespołowi.
Tryb fabularny składa się z 25 misji. Gracz może prowadzić otwartą walkę lub działać po cichu i ukrywać ciała przeciwników. Przed każdym zadaniem gracz dobiera członków oddziału, ich umiejętności oraz broń. Gracz może korzystać z karabinów, strzelb, snajperek, pancerzy, granatów, ładunków wybuchowych i apteczek. W trakcie postępów w rozgrywce odblokowywane są kolejne typy broni. Gracz może również kupić niedostępną broń. W trybie Survival gracz walczy z kolejnymi falami wrogów, rywalizując o pozycję w internetowym rankingu.

## Wydanie i odbiór
Call of Duty: Strike Team zostało wydane przez Activision Blizzard 5 września 2013 roku na platformę iOS, oraz 24 października na platformę Android. Gra została zainstalowana od 100 000 do 500 000 razy na urządzeniach z systemem Android.